# UFO Luv
«UFO Luv» (рус. Межпланетная любовь, дословно с англ. — «НЛО любовь») — песня российского рэп-исполнителя GONE.Fludd из его шестого мини-альбома Lil Chill, выпущенного 18 ноября 2020 года лейблом Sony Music Russia через цифровую дистрибуцию. 18 сентября 2021 вышла лайв-версия композиции, выдержанная в стилистике джаза. Продюсерами композиции стали битмейкеры SHVRP PRICKLES и Lagune, а автором текста — сам GONE.Fludd.
«UFO Luv» рассказывает историю инопланетного существа, влюбившегося в девушку с Земли и пытающегося добиться её расположения. Песня является для GONE.Fludd особенной: её лирику и сюжет рэпер прорабатывал осознанно и более планомерно, чем в предыдущих своих работах. Он высоко оценил этот трек, по итогу записав версию «UFO Luv» в живом исполнении в формате сингла, в надежде повысить популярность трека среди своих слушателей.
Трек стал одним из наиболее популярных с альбома Lil Chill, а также добился благосклонных отзывов как со стороны профильных журналистов, так и со стороны фанатов творчества артиста. Тем не менее, песня не смогла стать абсолютным хитом и встать на одно место с наиболее известными работами GONE.Fludd — песнями «Мамбл», «Пацаны II» и «Проснулся в темноте».

## Создание и релиз
«UFO Luv» является одной из песен с шестого мини-альбома GONE.Fludd Lil Chill (рус. Маленький расслабон), вышедшего 19 февраля 2021 года. Альбом ознаменовал возвращение рэпера к более лёгкому и спокойному звучанию его наиболее успешных релизов — «Суперчуитс» и Boys Don’t Cry. Так и «UFO Luv» (рус. Межпланетная любовь) представляет собой лиричную песню о непростых любовных взаимоотношениях инопланетянина и земной девушки. Согласно идее Lil Chill, являющейся концептуальным нарративным альбомом, все треки пластинки представляют собой отрывок вещания вымышленной радиостанции «Шипучка», которую ведёт существо под именем «Пузырёк». Эта концептуальность отражается в скитах между треками, во время которых «Пузырёк» общается со слушателями и объявляет следующую песню, а также её вымышленного автора. Так и «UFO Luv» в треклисте предваряет скит «Алло!» — по его сюжету песню о межпланетной любви заказывает пришелец по имени «Скр», влюбившийся в девушку с Земли, по совпадению также слушающую радио «Шипучка».
Продюсированием «UFO Luv» занимались битмейкеры SHVRP PRICKLES и Lagune. Ранее битмейкеры совместно сочинили для GONE.Fludd музыку для трека «Проснулся в темноте», а SHVRP PRICKLES спродюсировал четыре трека для наиболее популярного альбома рэпера, Boys Don’t Cry, в том числе хит «Кубик льда». Описывая методику совместной работы, SHVRP PRICKLES заявил что за создание основной части мелодии, «лупа», отвечает Lagune, затем уже сам SHVRP PRICKLES дорабатывает его в черновой вариант трека на основе звучания лупа. Таким образом битмейкеры создают демозапись, которая затем отправляется исполнителям «на пробу» и в случае если демозапись приглянулась кому-либо они прорабатывают её в полноценный трек. Текст «UFO Luv» был написан самим Александром «GONE.Fludd» Смирновым. В интервью Studio 21 он отмечал, что «UFO Luv» стала для него первой песней, чью лирику и сюжет он прорабатывал осознанно и более планомерно, а также назвал её одной из наиболее удачных своих последних релизов, однако сетовал на слабое принятие песни аудиторией:
Из последних, я считаю, что „UFO Luv“ очень крепкий трек. Потому что это был первый трек, где я читал про то, как писать сценарии, в чём заключается смысл истории интересной. В общем, это сторителлинг осознанный. У меня до этого были сторителлинги, но я об этом не думал, а сейчас я просто решил об этом подумать и вникнуть лучше. Поэтому, думаю, „UFO Luv“ отличный трек и он недооценён — что-нибудь сделаю с этим скоро.
Всё также в эфире Studio 21 GONE.Fludd рассказывал о планах снять клип на песни «Вкус яда» с альбома Voodoo Child и «UFO Luv». 15 сентября 2021 года вышла новая «лайв» версия песни и клип на неё на видеохостинге YouTube. Новая версия песни отличается аранжировкой: вместо оригинального бита от SHVRP PRICKLES и Lagune «UFO Luv» исполняется «в живую», с музыкальным оркестром и женским хором на бэк-вокале.

## Восприятие
«UFO Luv» стала одной из наиболее успешных песен с альбома Lil Chill — сразу после его выхода именно «UFO Luv» занимала лидирующие позиции в чартах среди всех треков с альбома, а также оценивалась российскими музыкальными обозревателями в подборках популярных треков. Так, представитель «ТНТ Music» Руслан Тихонов назвал песню «романтичным хитом», а также отметил, что звучание песни в частности и альбома в целом отсылает к «сладостным» R&B трекам нулевых. Редактор ресурса SRSLY Ксения Киселёва в обзоре музыкальных новинок середины февраля 2021 разделила релизы на удавшиеся и неудавшиеся: к первым попал «UFO Luv», представивший в списке альбом Lil Chill. Представляющие издание «Афиша Daily» Николай Овчинников совместно с Владимиром Завьяловым также включили «UFO Luv» в свою подборку «20 лучших песен за неделю». С другой стороны, акустическая версия песни вышедшая в формате сингла не снискала особого успеха: её релиз прошёл в целом незаметно, без широкого освещения в прессе, а клип с «живым выступлением» рэпера собрал меньше просмотров на YouTube, чем ролик с оригинальной версией трека (440 тысячи против 1,6 миллиона по состоянию на октябрь 2021 года). Тем не менее, это не помешало ей попасть в список «50 лучших песен 2021» по мнению редакции The Flow, в котором она заняла 30-е место. «Удачные припевы Фладде удавались всегда, но в песне „UFO Luv“ он поднял уровень ещё выше. По звучанию это чистейший поп, по содержанию — чрезвычайно странная по стандартам поп-чартов история межпланетной любви. Этот контраст подкупает», — подытоживает представитель сайта.

## Список композиций
| №  | Название         | Текст песни       | Музыка                            | Длительность |
| -- | ---------------- | ----------------- | --------------------------------- | ------------ |
| 1. | «UFO Luv (Live)» | Александр Смирнов | SHVRP PRICKLES Lagune Влад Чернин | 4:47         |

## Участники записи
По данным YouTube:

| - Александр «GONE.Fludd» Смирнов — текст, вокал - Влад Чернин — звукоинженер, сведение, мастеринг - Иван Иванина — клавишные - Сергей Киселёв — контрабас - Виктор Скорбенко — гитара | - Сергей Храмцевич — саксофон - Григорий Драч — барабаны - Полина Сазонова, Нино Папава, Софья Шахова — бэк-вокал |

## Позиции в чартах

### «UFO Luv»
| Чарт (2020)      | Высшая позиция |
| ---------------- | -------------- |
| Россия (Spotify) | 4              |